# 아사 그레이

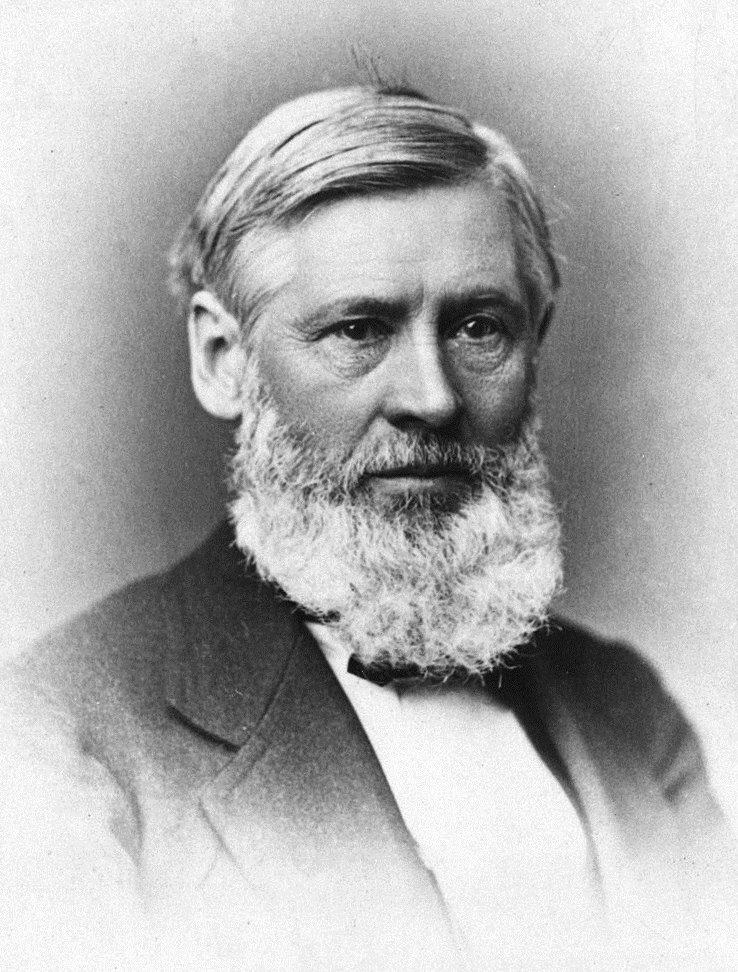

아사 그레이(Asa Gray, 1810년 11월 18일 ~ 1888년 1월 30일)는 19세기 미국의 가장 중요한 식물학자로 간주된다. 그의 다위니아나는 종교와 과학이 반드시 상호 배타적이지는 않다는 점을 보여주는 중요한 설명으로 간주되었다. 그레이는 종의 모든 구성원 사이에 유전적 연결이 존재해야 한다는 점을 단호하게 주장했다. 그는 또한 한 세대 내에서의 혼성화와 진화를 허용하지 않는다는 의미의 특별한 창조에 강력히 반대했다. 그레이의 유신진화론은 창조주의 인도를 받았지만 그는 다윈의 강력한 지지자였다.
수십 년 동안 하버드 대학교에서 식물학 교수로 재직한 그레이는 자신을 크게 존경했던 찰스 다윈을 포함하여 그 시대의 선도적인 자연과학자들을 정기적으로 방문하고 서신을 주고받았다. 그레이는 당시 유럽의 주요 과학자들과 협력하기 위해 유럽을 여러 차례 여행했을 뿐만 아니라 미국 남부와 서부도 여행했다. 그는 또한 광범위한 표본 수집가 네트워크를 구축했다.
다작의 작가인 그는 북아메리카 식물의 분류학적 지식을 통합하는 데 중요한 역할을 했다. 식물학에 관한 그레이의 많은 저서 중에서 가장 인기 있는 것은 뉴잉글랜드에서 위스콘신, 남부에서 오하이오와 펜실베이니아까지를 아우르는 미국 북부 식물학 매뉴얼(오늘날 간단히 그레이 매뉴얼로 알려져 있음)이다. 그레이는 이 책의 첫 5판의 단독 저자이자 아이작 스프라그(Isaac Sprague)의 식물 삽화와 함께 6판의 공동 저자였다. 추가 버전이 출판되었으며 해당 분야의 표준으로 남아 있다. 그레이는 또한 현재 "아사 그레이 분리(Asa Grey disjunction)"라고 불리는 현상, 즉 많은 동부 아시아 식물과 동부 북미 식물 사이의 놀라운 형태학적 유사성에 대해 광범위하게 연구했다. 여러 구조물, 지리적 특징 및 식물이 그레이의 이름을 따서 명명되었다.
1848년 그레이는 미국철학학회 회원으로 선출되었다.